# Isocromosoma

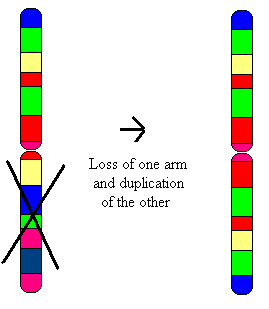
Isocromosoma on els braços són còpies especulars l'un de l'altre (dreta)

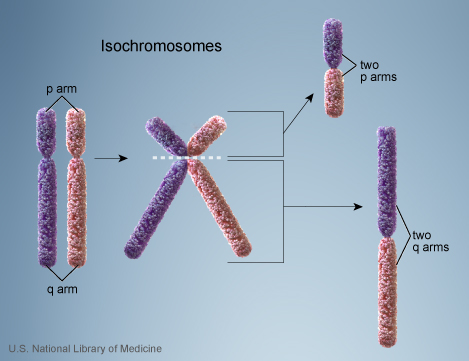
Formació d'un isocromosoma per divisió anòmala del centròmer. Els isocromosomes monocèntrics contenen braços que són imatges espectaculars l'un de l'altre.

L'isocromosoma és aquell cromosoma que ha patit una mutació estructural que fa que sigui qq o pp en comptes de qp. Aquesta anomalia es dona quan el cromosoma, en la meiosi, es divideix pel centròmer de manera transversal en comptes de longitudinal. Aquest fet dona lloc a una descendència que serà monosòmica parcial pel braç que no ha anat a parar al gàmeta i alhora trisòmica pel braç que ha anat a parar per duplicat al gàmeta.